# Second Ending
Second Ending este un roman științifico-fantastic al scriitorului nord-irlandez James White. A fost publicat prima dată în iunie 1961 în revista Fantastic Stories of Imagination editată de Cele Goldsmith și publicată de editura Ziff Davis. Romanul a fost republicat împreună cu Nestematele din Aptor de Samuel R. Delany în 1962 în numărul F-173 al colecției Ace Double (ed. Ace Books).
A fost pe lista scurtă a premiilor Hugo și prezintă povestea singurului supraviețuitor uman de pe Pământ al unei serii de războaie nucleare, însoțit de un grup de roboți și androizi.

## Prezentare
29 septembrie 2017. Populația Pământului a fost decimată de războaie mondiale și știința lucrează pentru a asigura supraviețuirea speciei umane ai cărei indivizi au devenit în mare parte sterili. Robotica a beneficiat de un salt uriaș, iar automatele sunt utilizate în numeroase domenii pentru a compensa lipsa forței de muncă umane. 
7 octombrie 2308: Ross se trezește într-un spital după un somn criogenic de lungă durată, în stare de animație suspendată, „Marele somn”, el suferind de o boală incurabilă în momentul internării sale în 2017. Ross este asistat de un singur robot echipat cu o inteligență artificială limitată, „Asistenta 5B” și de o serie de automate care îndeplinesc doar funcții executive. Își dă seama curând că umanitatea este acum formată dintr-un singur supraviețuitor: el însuși. În timpul somnului său de un secol, o catastrofă nucleară nu numai că a șters umanitatea, dar a eliminat toate formele de viață de pe planetă. După o căutare inutilă a altor oameni supraviețuitori, Ross abandonează căutările și, ca să nu înnebunească, pornește un proiect ambițios pentru a readuce viața înapoi pe Pământ. A încredințat apoi automatelor implementarea practică a acestui program pe termen lung, hotărând să revină la „Marele somn” și să reapară din când în când pentru a verifica progresul lucrării. Între timp, roboții evoluează pentru a îndeplini mai bine dorințele singurului om pe care sunt capabili să-l slujească. 
Povestea continuă timp de sute de milioane de ani, până când Soarele explodează și se termină cu transportul lui Ross într-o stare de inconștientă în sistemul stelar Fomalhaut, a cărei a patra planetă a fost terraformată în secret de roboți milioane de ani, conducând evoluția de la procariote la ființa simțitoare, respectând întotdeauna ordinele pe care Ross le-a dat Asistentei 5B: să ajute și să protejeze toate formele de viață evitând apariția războaielor, chiar și între roboți.
Până în prezent roboții au evoluat atât de mult încât și-au abandonat forma materială, transformându-se în ființe din energie pură, dar au ascuns acest lucru față de Ross pentru ca acesta să nu înnebunească. Roboții consideră că după ce Ross va ajunge pe planeta pe care i-au pregătit-o, viața lui se va încheia aproximativ o jumătate de secol mai târziu, dar ei nu vor pieri, deoarece urmașii lui Ross vor fi umani și roboții vom fi indispensabili pentru moștenitorii lui Ross.
În sfârșit, Ross se trezește pentru ultima oară din „Marele Somn” și se găsește pe noua planetă populată de o nouă umanitate, crezând că până acum toți roboții săi au fost distruși: Ross, puțin câte puțin, a înțeles noua realitate. El a spus apoi simplu: „Mulțumesc, Asistentă.” Un glob silențios și invizibil de energie atârnând deasupra capului a făcut un semn că este de acord cu el.

## Legături externe
- it Vita con gli automi (Second Ending) la fantascienza.com

## Vezi și
- 1961 în științifico-fantastic
- Război nuclear
- Al Treilea Război Mondial
- Terraformarea în științifico-fantastic